# 荃灣街市

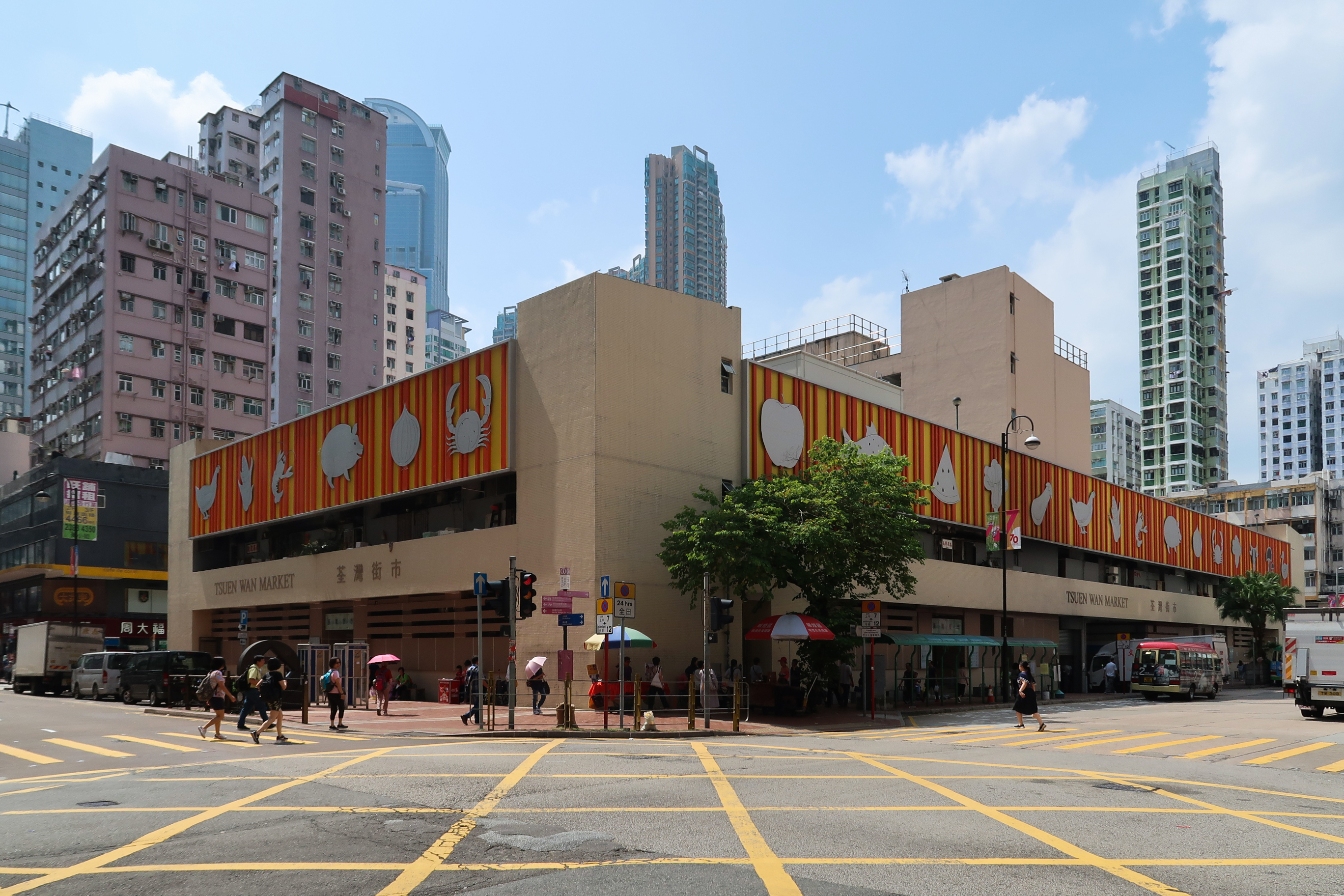
外牆翻新後的荃灣街市（2019年）

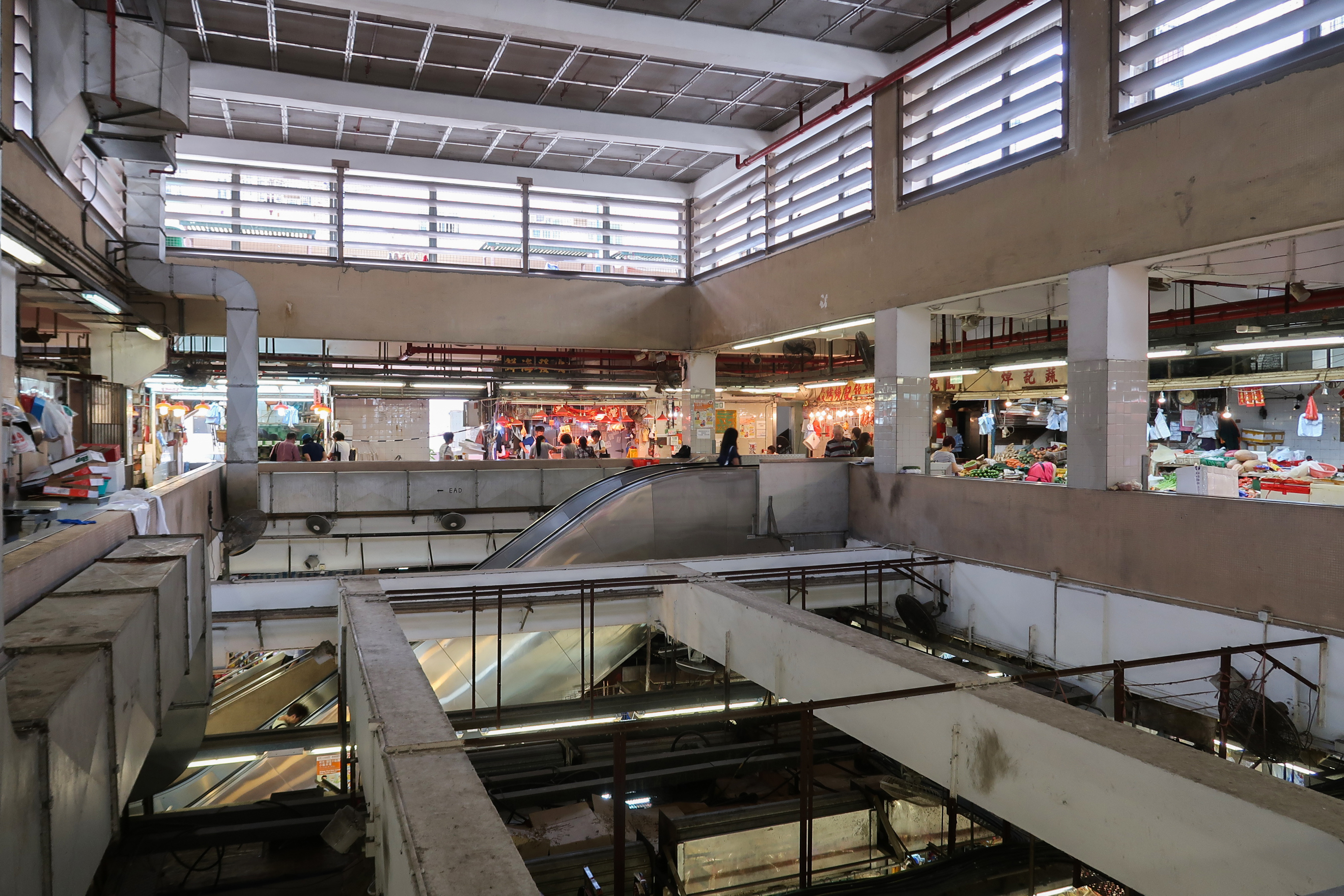
街市中庭（2019年）

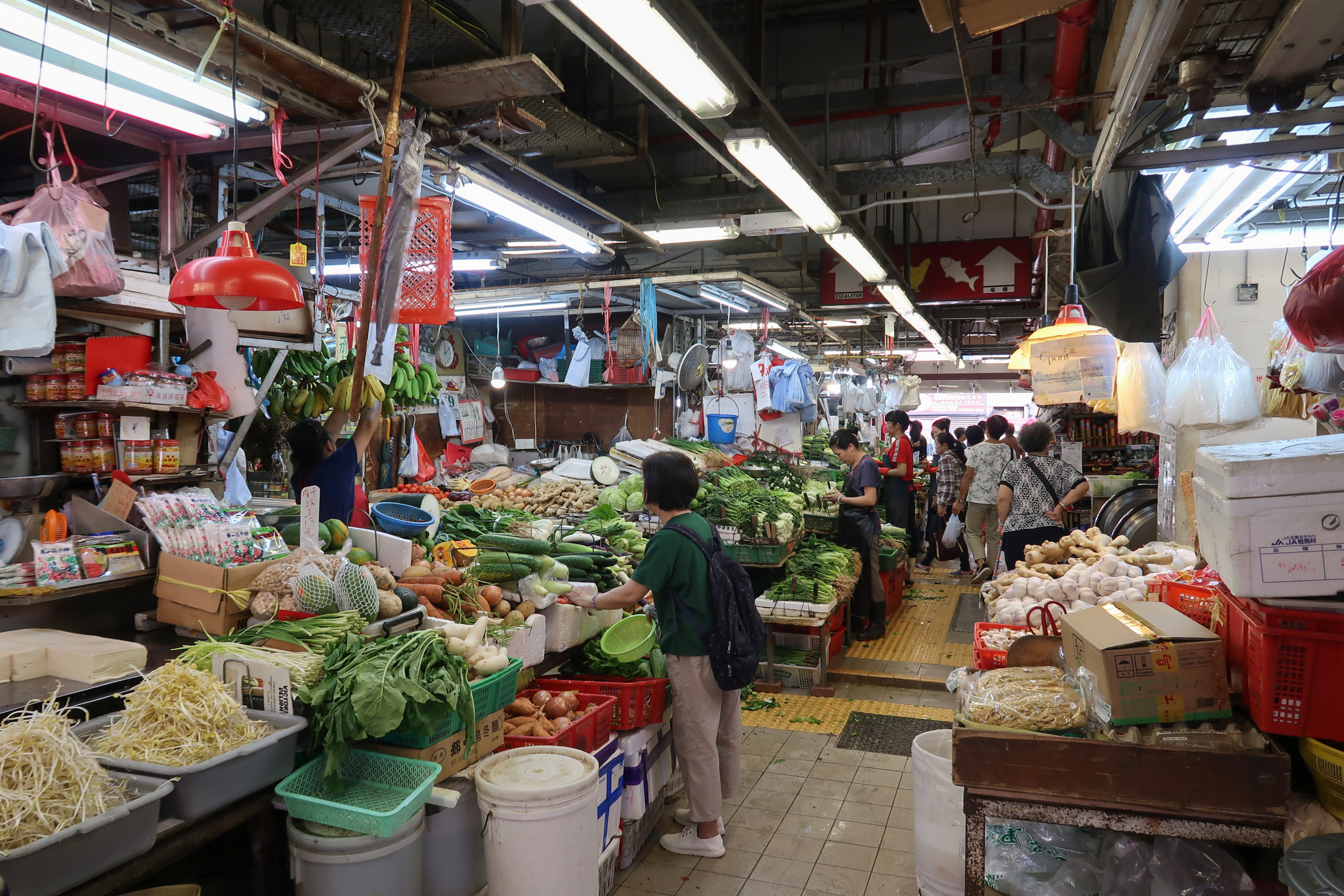
街市地下（2019年）

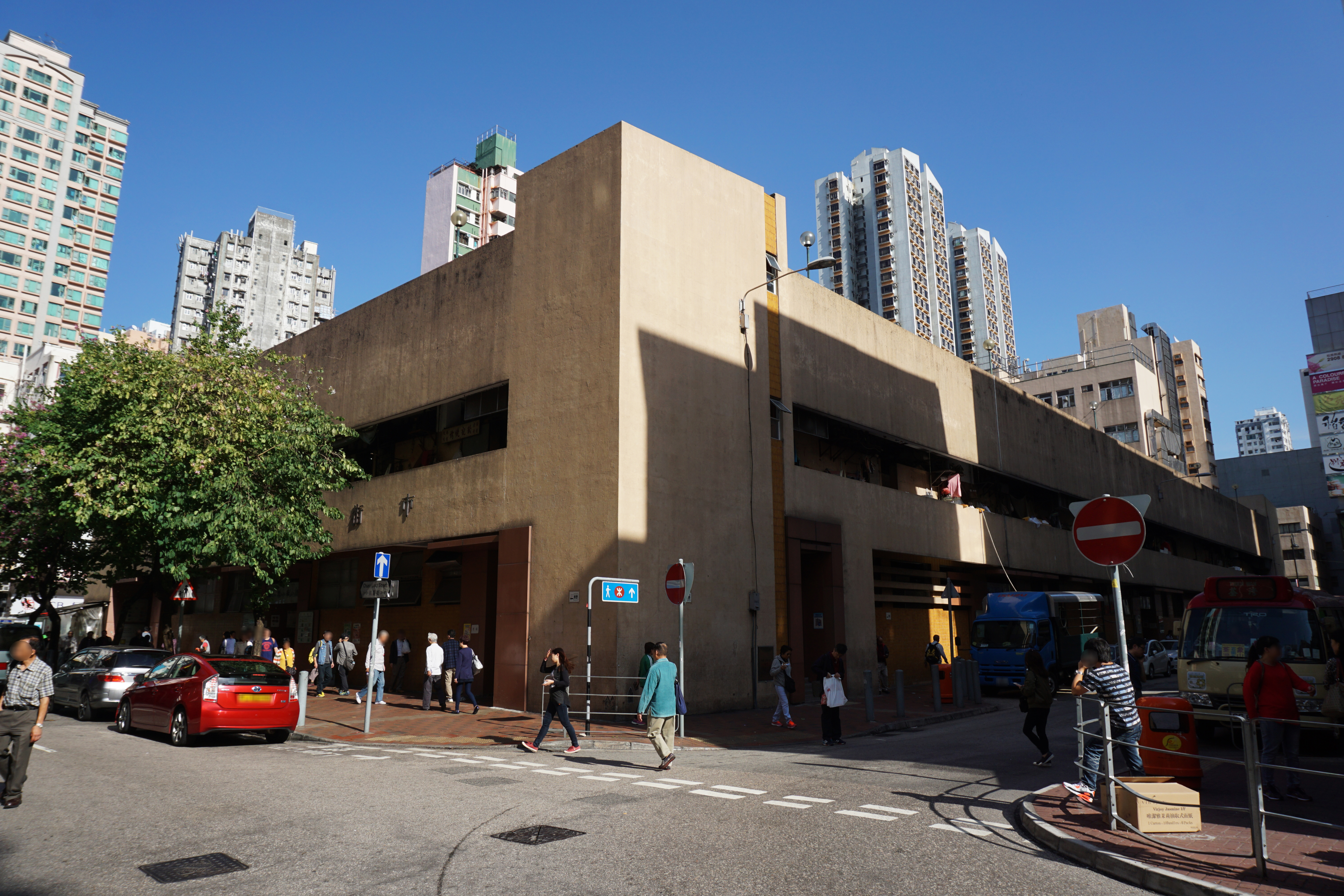
外牆翻新前的荃灣街市（2016年）

荃灣街市（英語：Tsuen Wan Market），是香港新界荃灣市中心舊區的一個街市，1981年正式使用 ，包括一座3層高建築物大樓和周邊的幾條街道，街市大樓不設停車場。荃灣街市大樓外型立體長方形，包浩斯風格。現時街市由食物環境衛生署管理，清潔則外判予私人承包商經營。

## 結構
- 地下：售賣熟食、水果、日用品、鮮花等，女厠門口報紙檔。
- 1樓：售賣燒味、金魚、生肉、家禽等
- 2樓：兒童遊樂場

## 鄰近
- 海壩街
- 荃立方商場（新中聯國貨有限公司舊址）
- 川龍街
- 眾安街
- 荃灣街市街
- 楊屋道街市
- 德華公園